# Il mistero di Bellavista
Il mistero di Bellavista (El misterio de Bellavista) es una película cómica italiana de 1984 escrita, dirigida e interpretada por Luciano De Crescenzo.

## Argumento
El profesor Bellavista observa el paso del cometa Halley desde la terraza de su edificio. Sus amigos Salvatore y Saverio apuntan por error la lente del telescopio hacia la ventana de un piso del edificio de enfrente y son testigos del presunto asesinato de una mujer. Acuden rápidamente al lugar de los hechos y la propietaria del piso, una vendedora de ropa de segunda mano llamada Jolanda, resulta estar desaparecida.
Bellavista y sus vecinos comienzan a investigar el crimen, cruzándose con una serie de personajes curiosos, como dos hermanas ancianas que fingen tener un sobrino loco en casa para evitar el desahucio, una pareja de marqueses que venden cuadros falsos y un peletero italoestadounidense, socio y amante de Jolanda.
Tras diversas peripecias y equívocos cómicos, el grupo de detectives improvisados consigue descubrir la verdad.

## Reparto
- Luciano De Crescenzo como el profesor Gennaro Bellavista
- Sergio Solli como el basurero Saverio
- Benedetto Casillo como el vice asistente portero Salvatore
- Marina Confalone como la criada Rachelina
- Marisa Laurito como la marquesa Marisa Buonajuto di Pontecagnano
- Riccardo Pazzaglia como el marqués Filiberto Buonajuto di Pontecagnano
- Andy Luotto como el peletero italoestadounidense Frank Amodio
- Renato Scarpa como el director Cazzaniga
- Geppy Gleijeses como el arquitecto Giorgio
- Nuccia Fumo como Carmelina Finizio
- Nunzia Fumo como Camilla Finizio
- Gerardo Scala como el poeta Luigino
- Luigi Uzzo como el portero Armando
- Renato Rutigliano como el contable Capuozzo
- Giovanni Attanasio como el tranviario
- Lucio Allocca como Mercalli
- Max Turilli como Frank Footter
- Carmine Faraco como el vendedor de anguilas